# Barytatocephalus rossicus
Barytatocephalus rossicus är en stekelart som först beskrevs av Meyer 1935.  Barytatocephalus rossicus ingår i släktet Barytatocephalus och familjen brokparasitsteklar. Inga underarter finns listade.